# Alliance universitaire polytechnique Hauts-de-France
Ne doit pas être confondu avec Université polytechnique Hauts-de-France.
L'alliance universitaire polytechnique Hauts-de-France, également nommée « Alliance universitaire polytechnique UPHF-FUPL » est un regroupement universitaire de coordination territoriale initié en 2020 pour rapprocher l'université catholique de Lille (FUPL) et l'université polytechnique Hauts-de-France (UPHF),,.

## Historique
Le 13 septembre 2019, le conseil d’administration de l’université polytechnique Hauts de France (UPHF) approuve la signature d’une convention avec les facultés de l'Université catholique de Lille (ICL). Le président de l'UPHF Abdelhakim Artiba précise vouloir « porter des projets, sans aucune exclusivité, en particulier sur la dimension pédagogique. Nous n’allons pas fusionner, puisque nous sommes un organisme d’État et que la Catho est privée ».
En octobre 2019, le président-recteur de la FUPL Pierre Giorgini déclare envisager de créer un établissement commun avec l'université polytechnique Hauts de France (UPHF), tout en travaillant sur un projet d’université européenne.
Le 1er octobre 2020, un contrat est signé entre le ministère de l'Enseignement supérieur, de la Recherche et de l'Innovation, l'université polytechnique Hauts de France (UPHF) et l'Université catholique de Lille (FUPL) portant la création d'une « Alliance universitaire polytechnique UPHF-FUPL »,.
Le 1er mars 2022, le décret no 2022-304 « portant association de la Fédération universitaire et pluridisciplinaire de Lille à l'Université polytechnique Hauts-de-France » est publié, il acte l'association de l'Université catholique de Lille à l'UPHF,.

## École doctorale polytechnique Hauts-de-France
En septembre 2021, l'université polytechnique Hauts-de-France (UPHF) et l'Université catholique de Lille (FUPL) créent l'École doctorale polytechnique Hauts-de-France, dans le cadre de l'Alliance universitaire polytechnique Hauts-de-France initiée en 2020,.
L'École doctorale polytechnique Hauts-de-France (ED PHF 635), rassemble 160 enseignants-chercheurs habilités à diriger les recherches, 9 laboratoires d'accueil dont 2 UMR du CNRS, ainsi que 250 doctorants et environ 45 thèses soutenues chaque année.

### Laboratoires de recherches
- Université polytechnique Hauts-de-France :
  - Laboratoire LAMIH (Automatique, Mécanique, Informatique, Biomécanique), UMR CNRS 8201
  - Laboratoire IEMN-DOAE (Ultrasons, Télécommunications, Microsystèmes acoustiques), UMR CNRS 8520
  - Laboratoire CERAMATHS (Matériaux céramiques & Mathématiques)
  - Laboratoire LARSH (Sociétés & Humanités)
- Université catholique de Lille :
  - Laboratoire ESPOL LAB et C3RD (Droit, Sciences juridiques et politiques), FLD
  - Laboratoire ETHICS (Ethique et déontologie), EA 7446
  - Centre d’éthique médicale (CEM) du laboratoire ETHICS, EA 7446
  - Laboratoire Interdisciplinaire des Transitions de Lille (LITL) UR 202324412P, FGES, Junia
  - MUSE ComMUnication, Société, Environnement, FLSH

## Membres fondateurs
- Université catholique de Lille (Fédération universitaire et pluridisciplinaire de Lille, FUPL) :
  - Facultés de l'Université catholique de Lille (ICL), établissement EESPIG ;
  - École des hautes études commerciales du Nord (EDHEC), établissement EESPIG ;
  - IÉSEG School of Management, établissement EESPIG ;
  - Institut catholique d'arts et métiers (ICAM), établissement EESPIG ;
  - École d'ingénieurs Junia :
    - École des hautes études d'ingénieur (HEI) ;
    - Institut supérieur de l'électronique et du numérique (ISEN) ;
    - Institut supérieur d'agriculture de Lille (ISA) ;

  - Institut de journalisme tous médias (IJTM) ;
- Université polytechnique Hauts-de-France (UPHF) :
  - Institut national des sciences appliquées Hauts-de-France (INSA) ;
  - Institut d'administration des entreprises de Valenciennes (IAE) ;
  - Institut universitaire de technologie de Valenciennes (IUT).